# Lihus
Lihus és un municipi francès, situat al departament de l'Oise i a la regió dels Alts de França. L'any 2007 tenia 371 habitants.

## Demografia

### Població
El 2007 la població de fet de Lihus era de 371 persones. Hi havia 145 famílies de les quals 30 eren unipersonals (13 homes vivint sols i 17 dones vivint soles), 47 parelles sense fills, 55 parelles amb fills i 13 famílies monoparentals amb fills.
La població ha evolucionat segons el següent gràfic:
Habitants censats

### Habitatges
El 2007 hi havia 159 habitatges, 142 eren l'habitatge principal de la família, 9 eren segones residències i 8 estaven desocupats. Tots els 159 habitatges eren cases. Dels 142 habitatges principals, 121 estaven ocupats pels seus propietaris, 18 estaven llogats i ocupats pels llogaters i 3 estaven cedits a títol gratuït; 10 tenien dues cambres, 27 en tenien tres, 43 en tenien quatre i 61 en tenien cinc o més. 105 habitatges disposaven pel capbaix d'una plaça de pàrquing. A 61 habitatges hi havia un automòbil i a 64 n'hi havia dos o més.

### Piràmide de població
La piràmide de població per edats i sexe el 2009 era:
| Homes | Edats   | Dones |
| ----- | ------- | ----- |
| 0     | 95 o +  | 0     |
| 0     | 90 a 94 | 4     |
| 4     | 85 a 89 | 4     |
| 4     | 80 a 84 | 4     |
| 12    | 75 a 79 | 12    |
| 12    | 70 a 74 | 8     |
| 4     | 65 a 69 | 4     |
| 8     | 60 a 64 | 8     |
| 12    | 55 a 59 | 4     |
| 12    | 50 a 54 | 8     |
| 0     | 45 a 49 | 12    |
| 24    | 40 a 44 | 12    |
| 4     | 35 a 39 | 16    |
| 8     | 30 a 34 | 8     |
| 8     | 25 a 29 | 16    |
| 4     | 20 a 24 | 4     |
| 0     | 15 a 19 | 12    |
| 0     | 10 a 14 | 16    |
| 8     | 5 a 9   | 8     |
| 8     | 0 a 4   | 8     |

## Economia
El 2007 la població en edat de treballar era de 232 persones, 165 eren actives i 67 eren inactives. De les 165 persones actives 150 estaven ocupades (84 homes i 66 dones) i 15 estaven aturades (7 homes i 8 dones). De les 67 persones inactives 25 estaven jubilades, 21 estaven estudiant i 21 estaven classificades com a «altres inactius».

### Ingressos
El 2009 a Lihus hi havia 133 unitats fiscals que integraven 346 persones, la mediana anual d'ingressos fiscals per persona era de 17.084 €.

### Activitats econòmiques
Dels 6 establiments que hi havia el 2007, 1 era d'una empresa extractiva, 1 d'una empresa de fabricació d'altres productes industrials, 1 d'una empresa de construcció, 1 d'una empresa de comerç i reparació d'automòbils, 1 d'una empresa de transport i 1 d'una empresa de serveis.
L'únic servei als particulars que hi havia el 2009 era un electricista.
L'any 2000 a Lihus hi havia 14 explotacions agrícoles que ocupaven un total de 1.280 hectàrees.

## Equipaments sanitaris i escolars
El 2009 hi havia una escola elemental integrada dins d'un grup escolar amb les comunes properes formant una escola dispersa.

## Poblacions més properes
El següent diagrama mostra les poblacions més properes.